# 산청 삼장사지 삼층석탑
산청 삼장사지 삼층석탑(山淸 三壯寺址 三層石塔)은 대한민국 경상남도 산청군 삼장면 평촌리에 있는 남북국 시대 신라의 삼층석탑이다.
1972년 2월 12일 경상남도의 유형문화재 제31호 삼장사지 삼층석탑으로 지정되었다가, 2018년 12월 20일 현재의 명칭으로 변경되었다.

## 개요
삼장사의 옛터에 남아 있는 탑으로, 무너져 흩어져 있던 것을 일부 수습하여 세워 놓았다. 삼장사는 절이름의 유래나 역사에 대해서는 알 수 없으나, 밭으로 변한 주변에 건물의 기단을 비롯한 여러 석조물이 남아있어 절터였음을 말해주고 있다.
탑은 전체의 무게를 받쳐주는 2층 기단(基壇) 위로, 3층의 탑신(塔身)을 세운 모습으로, 원래는 5층 석탑이었을 것으로 추측된다. 기단은 아래위층 모두 각면의 모서리와 가운데마다 기둥모양을 본떠 새겼다. 탑신의 몸돌은 모서리에만 기둥조각을 해두었을 뿐 다른 꾸밈은 보이지 않는다. 지붕돌은 밑면에 4단씩의 받침을 두었으며, 수평을 이루는 처마선은 양끝에서 살짝씩만 들려 있다.
5층 석탑으로 추측되어 통일신라의 석탑으로서는 보기드문 모습이며, 세부 수법에서 지붕돌의 밑면받침이 4단으로 줄어드는 등 간략화되고 약해진 모습들이 보이고 있어, 통일신라 후기인 9세기 이후의 작품으로 짐작된다.

## 같이 보기
- 삼장사지

## 참고 문헌
- 산청 삼장사지 삼층석탑 - 국가유산청 국가유산포털